# Li Bingjie
Li Bingjie (3 maart 2002) is een Chinese zwemster. Ze vertegenwoordigde haar vaderland op de Olympische Zomerspelen 2020 in Tokio.

## Carrière
Bij haar internationale debuut, op de wereldkampioenschappen kortebaanzwemmen 2016 in Windsor, strandde Li in de series van zowel de 400 meter vrije slag als de 400 meter wisselslag.
Op de wereldkampioenschappen zwemmen 2017 in Boedapest veroverde de Chinese de zilveren medaille op de 800 meter vrije slag en de bronzen medaille op de 400 meter vrije slag, daarnaast werd ze uitgeschakeld in de halve finales van de 200 meter vrije slag. Op de 4×200 meter vrije slag legde ze samen met Ai Yanhan, Liu Zixuan en Zhang Yufei beslag op de zilveren medaille.
Tijdens de Aziatische Spelen 2018 in Jakarta behaalde ze de gouden medaille op de 200 meter vrije slag en de zilveren medaille op zowel 400, 800 als de 1500 meter vrije slag. Samen met Wang Jianjiahe, Zhang Yufei en Yang Junxuan sleepte ze de gouden medaille in de wacht op de 4×200 meter vrije slag. In Hangzhou nam Li deel aan de wereldkampioenschappen kortebaanzwemmen 2018. Op dit toernooi veroverde ze de bronzen medaille op de 400 meter vrije slag, op de 800 meter vrije slag eindigde ze op de vierde plaats. Op de 4×200 meter vrije slag legde ze samen met Yang Junxuan, Wang Jianjiahe en Zhang Yufei beslag op de wereldtitel.
Op de wereldkampioenschappen zwemmen 2019 in Gwangju strandde de Chinese in de halve finales van de 200 meter vrije slag en in de series van zowel de 400 als de 800 meter vrije slag. Samen met Yang Junxuan, Wang Jianjiahe en Zhang Yufei eindigde ze als vierde op de 4×200 meter vrije slag.
Tijdens de Olympische Zomerspelen van 2020 in Tokio behaalde ze de bronzen medaille op de 400 meter vrije slag, daarnaast werd ze uitgeschakeld in de series van de 200, 800 en 1500 meter vrije slag. Op de 4×200 meter vrije slag sleepte ze samen met Yang Junxuan, Tang Muhan en Zhang Yufei de gouden medaille in de wacht.

## Internationale toernooien
| Jaar | Olympische Spelen                                                                                      | WK langebaan                                                                    | WK kortebaan                                             | PanPacs                                   | Aziatische Spelen                                                                          |
| ---- | --- | ------------------------------------------------------------------------------- | -------------------------------------------------------- | ----------------------------------------- | ------------------------------------------------------------------------------------------ |
| 2016 | geen deelname                                                                                          |                                                                                 | 15e 400m vrije slag 13e 400m wisselslag                  |                                           |                                                                                            |
| 2017 | | 11e 200m vrije slag · 400m vrije slag · 800m vrije slag · 4×200m vrije slag     |                                                          |                                           |                                                                                            |
| 2018 | |                                                                                 | 400m vrije slag · 4e 800m vrije slag · 4×200m vrije slag | geen deelname                             | 200m vrije slag · 400m vrije slag · 800m vrije slag · 1500m vrije slag · 4×200m vrije slag |
| 2019 | | 11e 200m vrije slag 9e 400m vrije slag 15e 800m vrije slag 4e 4×200m vrije slag |                                                          |                                           |                                                                                            |
| 2020 | Geen toernooien vanwege de coronapandemie                                                              | Geen toernooien vanwege de coronapandemie                                       | Geen toernooien vanwege de coronapandemie                | Geen toernooien vanwege de coronapandemie | Geen toernooien vanwege de coronapandemie                                                  |
| 2021 | 20e 200m vrije slag · 400m vrije slag · 10e 800m vrije slag · 10e 1500m vrije slag · 4×200m vrije slag |                                                                                 | 13-18 december                                           |                                           |                                                                                            |

## Persoonlijke records
Bijgewerkt tot en met 26 juli 2021
Kortebaan
| Afstand         | Tijd    | Datum            | Plaats   |
| --------------- | ------- | ---------------- | -------- |
| 200m vrije slag | 1.53,48 | 3 november 2018  | Beijing  |
| 400m vrije slag | 3.57,99 | 14 december 2018 | Hangzhou |
| 800m vrije slag | 8.09,81 | 13 december 2018 | Hangzhou |

Langebaan
| Afstand          | Tijd     | Datum            | Plaats    |
| ---------------- | -------- | ---------------- | --------- |
| 200m vrije slag  | 01.56,74 | 22 augustus 2018 | Jakarta   |
| 400m vrije slag  | 04.01,08 | 26 juli 2021     | Tokio     |
| 800m vrije slag  | 08.15,46 | 29 juli 2017     | Boedapest |
| 1500m vrije slag | 15.53,80 | 19 augustus 2018 | Jakarta   |